# Арнони, Висенте
Висенте Арнони (порт. Vicente Arnoni; 18 мая 1905, Сан-Паулу) — бразильский футболист итальянского происхождения, левый нападающий. Один из первых бразильских футболистов в Италии. Перешёл в 1935 году из «Палестры Италии» в итальянский клуб «Милан», дебютировав 22 сентября 1935 года в матче с «Алессандрией» (победа «Милана» 2:0). В своём первом сезоне в Италии забил в 30 матчах 7 мячей, затем вернулся на родину, где вновь выступал за «Палестру». В 1937 году снова уехал в «Милан», где в 18-ти матчах забил 4 мяча. Всего за «Милан» Арнони провёл 57 матчей и забил 11 голов. Завершил карьеру Висенте в клубе «Флуминенсе».